# Liste des monuments historiques de Haecht
Cette page regroupe l'ensemble des monuments classés de la ville belge de Haecht.
| Objet                                             | Statut du classement?          | Année de construction/architecte | Section communale | Adresse                | Coordonnées                      | Numéro d'inventaire | Illustration                                      |
| ------------------------------------------------- | ------------------------------ | -------------------------------- | ----------------- | ---------------------- | -------------------------------- | ------------------- | ------------------------------------------------- |
| (nl) Parochiekerk Sint-Remigius                   | OB000309                       |                                  | Haecht            | Markt                  | 50° 58′ 38″ nord, 4° 38′ 18″ est | 41860               | (nl) Parochiekerk Sint-Remigius                   |
| (nl) "Hoeve Craeneveld"                           | OB000314 · OB000315            |                                  | Haecht            | Kraneveld 1            | 50° 57′ 58″ nord, 4° 40′ 27″ est | 41863               | Téléverser                                        |
| (nl) Parochiekerk Sint-Hubertus                   | OB000310                       |                                  | Haecht            | Pastoriestraat         | 50° 57′ 23″ nord, 4° 40′ 46″ est | 41864               | (nl) Parochiekerk Sint-Hubertus                   |
| (nl) Langshuis                                    |                                |                                  | Haecht            | Pastoriestraat 50      | 50° 57′ 20″ nord, 4° 40′ 45″ est | 41865               | (nl) Langshuis                                    |
| (nl) Ommuurde pastorie                            | OB000312 · OB000313            |                                  | Haecht            | Pastoriestraat 38      | 50° 57′ 18″ nord, 4° 40′ 38″ est | 41867               | (nl) Ommuurde pastorie                            |
| (nl) Parochiekerk Sint-Jan-de-Doper               | OB000318 · OB001408 · OB001483 |                                  | Tildonk           | Dorpsstraat            | 50° 56′ 41″ nord, 4° 38′ 38″ est | 41868               | (nl) Parochiekerk Sint-Jan-de-Doper               |
| (nl) Pastorie                                     | OB000311 · OB001409 · OB001483 |                                  | Tildonk           | Dorpsstraat 8          | 50° 56′ 40″ nord, 4° 38′ 39″ est | 41869               | (nl) Pastorie                                     |
| (nl) "Beekhoeve"                                  |                                |                                  | Tildonk           | Beekstraat 10          | 50° 56′ 50″ nord, 4° 37′ 33″ est | 41870               | Téléverser                                        |
| (nl) Parochiekerk Sint-Hubertus en Sint-Lucia     |                                |                                  | Wespelaar         | Grote Baan             | 50° 57′ 33″ nord, 4° 38′ 01″ est | 41871               | (nl) Parochiekerk Sint-Hubertus en Sint-Lucia     |
| (nl) Kasteelpark met oranjerie en tempeltje       |                                |                                  | Wespelaar         | Grote Baan 75          | 50° 57′ 27″ nord, 4° 37′ 51″ est | 41872               | Téléverser                                        |
| (nl) Kasteelpark met oranjerie en tempeltje       |                                |                                  | Wespelaar         | Grote Baan 77          | 50° 57′ 27″ nord, 4° 37′ 51″ est | 41872               | Téléverser                                        |
| (nl) Woning, 1739                                 |                                |                                  | Wespelaar         | Grote Baan 73          | 50° 57′ 31″ nord, 4° 38′ 00″ est | 41873               | Téléverser                                        |
| (nl) Woningen ca. 1800                            |                                |                                  | Wespelaar         | Grote Baan 44          | 50° 57′ 32″ nord, 4° 38′ 04″ est | 41874               | Téléverser                                        |
| (nl) Woningen ca. 1800                            |                                |                                  | Wespelaar         | Grote Baan 57          | 50° 57′ 32″ nord, 4° 38′ 04″ est | 41874               | Téléverser                                        |
| (nl) Woningen ca. 1800                            |                                |                                  | Wespelaar         | Grote Baan 63          | 50° 57′ 32″ nord, 4° 38′ 04″ est | 41874               | Téléverser                                        |
| (nl) Woningen ca. 1800                            |                                |                                  | Wespelaar         | Grote Baan 71          | 50° 57′ 32″ nord, 4° 38′ 04″ est | 41874               | Téléverser                                        |
| (nl) Pastorie                                     |                                |                                  | Wespelaar         | Neerstraat 9           | 50° 57′ 38″ nord, 4° 37′ 55″ est | 41875               | Téléverser                                        |
| (nl) Kasteeltje Van Tildonk                       | OB001484 · OB001485            |                                  | Tildonk           | Kasteeldreef 1         | 50° 56′ 49″ nord, 4° 39′ 12″ est | 200083              | (nl) Kasteeltje Van Tildonk                       |
| (nl) Sint-Angela-instituut en -klooster           | OB001482                       |                                  | Tildonk           | Kruineikestraat 5      | 50° 56′ 39″ nord, 4° 38′ 51″ est | 200084              | Téléverser                                        |
| (nl) Onze-Lieve-Vrouw-van-Troostkapel             | OB001291                       |                                  | Tildonk           | Kapelleweg             | 50° 56′ 38″ nord, 4° 39′ 48″ est | 200122              | Téléverser                                        |
| (nl) Antitankgracht                               |                                |                                  | Haecht            | Scharent               |                                  | 200129              | Téléverser                                        |
| (nl) Antitankgracht                               |                                |                                  | Haecht            | Weistraat              |                                  | 200129              | Téléverser                                        |
| (nl) Antitankgracht                               |                                |                                  | Haecht            | Werchtersesteenweg     |                                  | 200129              | Téléverser                                        |
| (nl) Antitankgracht                               |                                |                                  | Haecht            | Wiigmaalsesteenweg     |                                  | 200129              | Téléverser                                        |
| (nl) Antitankgracht                               |                                |                                  | Haecht            | Wilde Heide            |                                  | 200129              | Téléverser                                        |
| (nl) Omwallingsresten en site Kasteel Van Roost   | OB001247                       |                                  | Haecht            | Roostweg               |                                  | 200132              | Téléverser                                        |
| (nl) "Hansbrug", ijzeren balansbrug over de Dijle | OB001198                       |                                  | Haecht            | Hansbrugweg            | 50° 59′ 12″ nord, 4° 38′ 33″ est | 200147              | (nl) "Hansbrug", ijzeren balansbrug over de Dijle |
| (nl) Valvekenshoeve                               | OB000316 · OB000317            |                                  | Haecht            | Rijmenamsesteenweg 223 |                                  | 200250              | Téléverser                                        |
| (nl) Dubbele schutsluis en sluiswachterswoning    | OB000010 · OB000011 · OB000012 |                                  | Tildonk           | Vaartdijk              | 50° 56′ 22″ nord, 4° 39′ 57″ est | 200277              | Téléverser                                        |
| (nl) Dubbele schutsluis en sluiswachterswoning    | OB000010 · OB000011 · OB000012 |                                  | Tildonk           | Vaartdijk 8            | 50° 56′ 22″ nord, 4° 39′ 57″ est | 200277              | Téléverser                                        |